# 小米
小米（こごめ）とは籾殻を取り除く(籾摺り)時に割れたりして、ふるいにかけたときに選別された小さな米のこと。
米の生育の過程で、その気象条件によりお米にヒビが入ることがよくあり、それを籾摺りすると割れがたり、正常な米粒と割れたりした米粒（小米、または砕け米と呼ぶ）に分かれます。
籾摺り後に小米取り機（シフター）という機械で振るって選別する。
小ごめが混じると、炊飯の際にムラが生じるので、食べたときに食感が悪くまずく感じるといわれている。